# 深圳湾体育中心
深圳湾体育中心（英語：Shenzhen Bay Sports Center），是位于中国广东省深圳市南山区后海湾畔的一座综合性体育场馆，占地30.774公顷，是深圳湾绵延15公里海滨休闲带上的一个地标性建筑，因主体使用白色巨型钢结构网架将“一场两馆”及其他商业设施整合为一体而被称为“春茧”，與稱為“春筍”的中國華潤大廈互相呼應。深圳湾体育中心是2011年第26届世界大学生运动会的开幕式场馆，建成后成为深圳重要的体育健身及文化演出活动场所，商业运营不到一年即实现盈利，是全国为数不多能够实现盈利的大型体育场馆。

## 建造历史
2007年5月23日，作为2011年第26届世界大学生运动会比赛场馆，深圳湾体育中心项目由深圳市发改局完成立项。2007年7月初，深圳湾体育中心设计方案竞赛正式展开，2007年12月，经过专家评审及民众投票后，国家体育场“鸟巢”的中方总设计师李兴钢的“海之贝”方案被选为中标方案。2008年3月30日，深圳市南山区政府向媒体通报，经过慎重考虑和研究，深圳湾体育中心建设指挥部决定改变中标结果，将中标方案改为日本佐藤総合計画株式会社和北京建筑设计研究院联合体的设计方案“春茧”，并愿意依法承担由此所产生的法律责任。
2008年9月11日，深圳湾体育中心举行奠基仪式。2008年12月，深圳市南山区政府华润集团达成协议，南山区政府以BOT模式将深圳湾体育中心整体交由华润集团投资、建设和运营，50年特许期限结束后移交南山区政府。
2009年11月，深圳湾体育中心土建基础完工。12月，主体结构顺利封顶。2010年8月，主体结构完工。2011年4月中旬，正式交付使用。

## 建筑风格

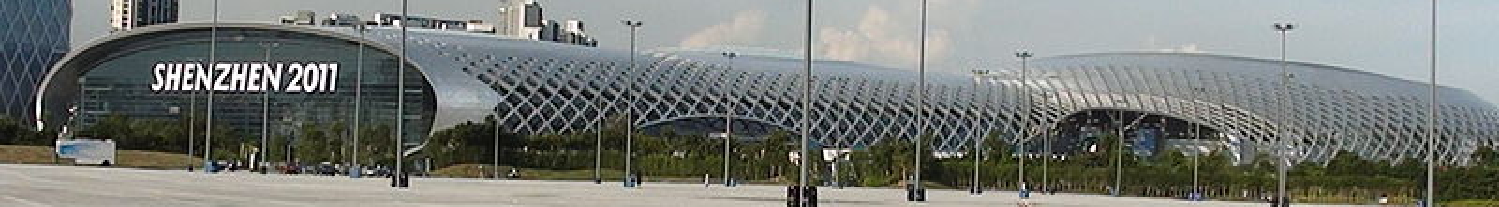
深圳湾体育中心被称为“春茧”

## 场馆设施

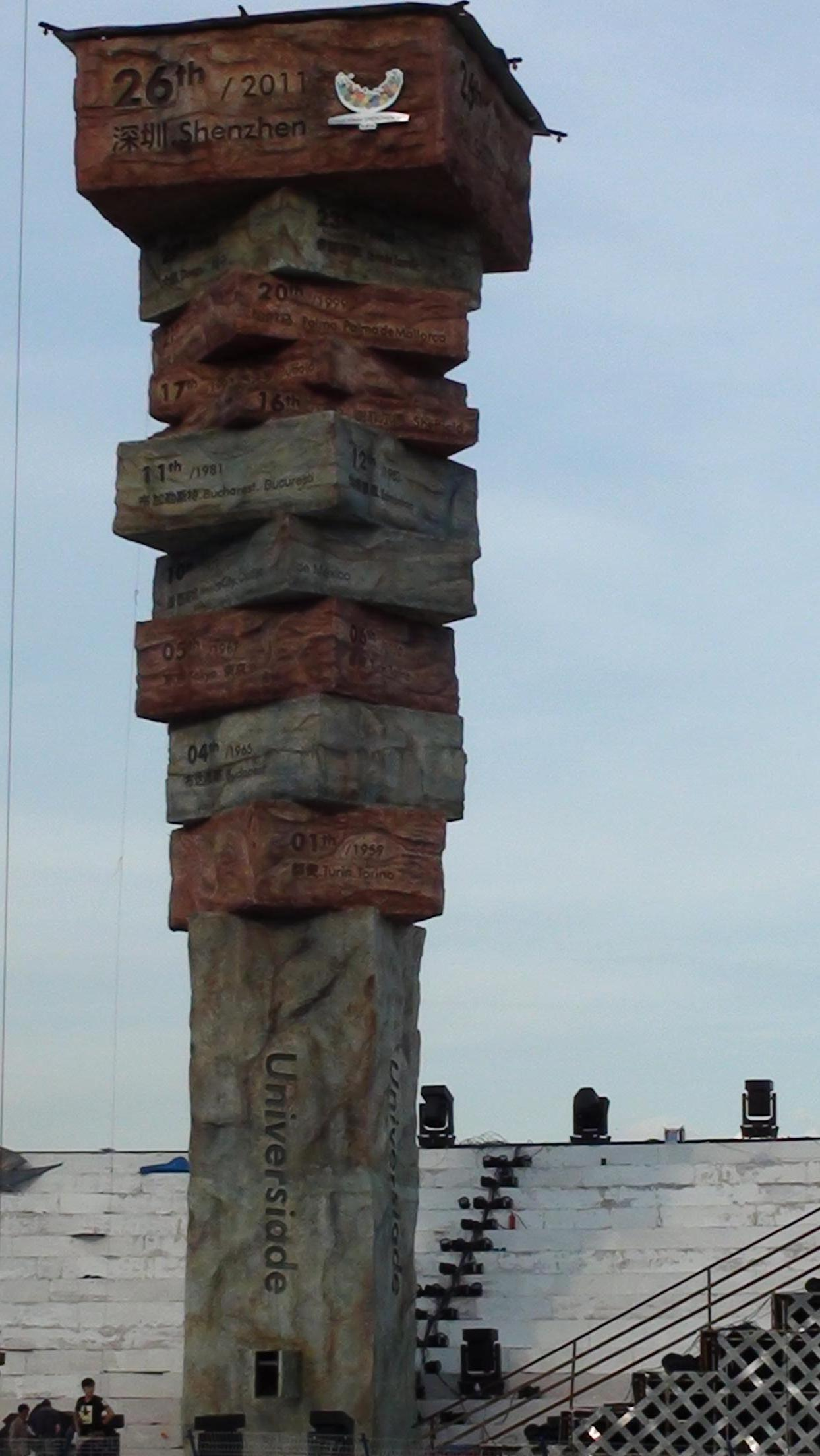
深圳湾体育中心的大运主火炬

### 体育场
建筑面积37774平方米，固定观众坐席约20000个。场内有10跑道国际标准田径场、标准草坪足球场及比赛训练用房。
看台主要设在西侧分为上下两层，中间设贵宾休息室3间、包厢6间、媒体接待休息厅1间、赞助商接待休息厅1间；东侧设置透空天空走廊，内设观景餐厅。

### 体育馆
建筑面积48，210平方米；可容纳观众近12737人（固定座位9949个，可动座位2790个）。
比赛场地长70米，宽40米，可进行乒乓球，羽毛球，排球，篮球，体操等多项专业赛事。
设有包厢30间，贵宾休息室2间。

### 游泳馆
建筑面积19,730平方米。比赛大厅设有固定观众坐席675个。
设有一个50×25米标准比赛池，和一个25×25米训练热身池。

### 配套场馆
室外网球场及篮球场
室外网球场有15片，室外篮球场有8片；
室内网球馆
4片标准网球场地，2个贵宾休息室；
热身馆
场地长51米，宽37米，可设羽毛球场地14片或篮球场3片；
室外标准足球训练场
有天然草坪足球场1片。

## 主要活動

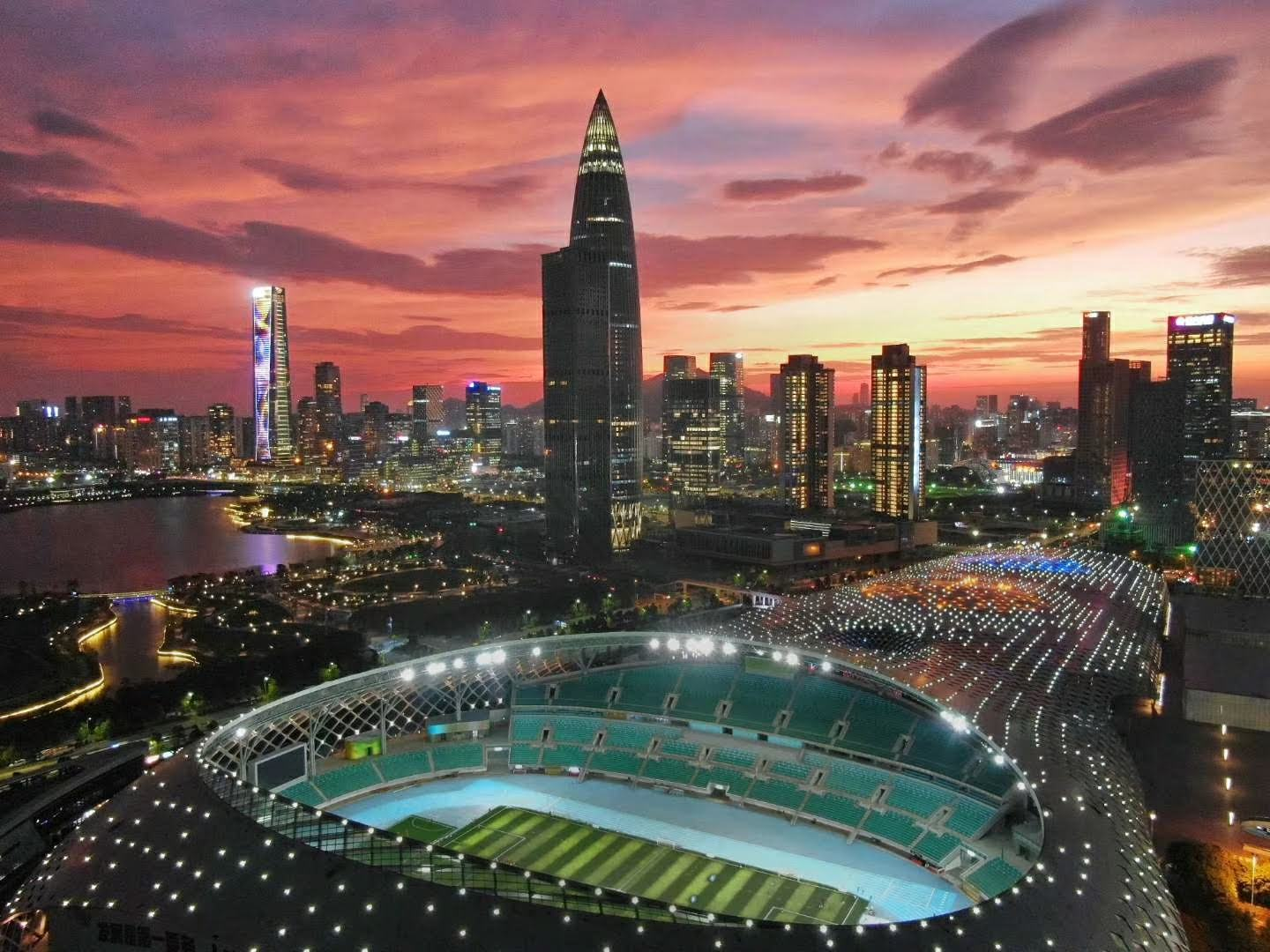
体育中心东侧向西，远端最高建筑为华润大厦，也称『春笋』

深圳灣體育中心經常作為各類演出及商業演唱會及體育的舉辦場地。

### 體育比賽
- 2011年世界大学生运动会
- 2019年男子篮球世界杯

### 电子竞技
- 2022年王者荣耀世界冠军杯总决赛

### 其他活動
2018年12月17日，華潤集團於深圳灣體育中心舉辦慶祝華潤成立80週年晚會，同時為鄰近的新總部大樓-中國華潤大廈舉行開幕典禮。
2019年8月，香港反對逃犯條例修訂草案運動期间，武警部队进驻深圳灣體育中心，并在东面体育场设置临时营房。

## 交通
- 深圳地铁：
  - █2号线、█13号线科苑站
  - █2号线、█11号线、█13号线后海站